# 楽門 -The Music Gateway
『楽門 -The Music Gateway』（がくもん ザ・ミュージックゲートウェイ）は、平日22時55分 - 23時00分までFM長野で放送されていた番組。
正確には、JFNネット番組『SCHOOL OF LOCK!』の1コーナー「超特急エコデン〜ミドリトマモル〜」（当時）をネットしない代わりに放送する、いわゆる自社製作番組のひとつである。

## 概要
長野県出身のアーティストが、月曜から金曜まで各曜日一組ずつ、その週ごとに決められたトークテーマでトークを行い、トークが終わると、そのアーティストの曲が流れる。
2008年1月4日の放送をもって休止。現在の同時間帯は、『SCHOOL OF LOCK!』の「Perfume LOCKS!」が放送されている。